# Accidente de Havilland Canada DHC-3 Otter en el aeropuerto de Soldotna en 2013
El 7 de julio de 2013, un avión monomotor de Havilland Canada DHC-3 Otter efectuando un servicio de taxi aéreo operado por Rediske Air se estrelló e incendió en el aeropuerto de Soldotna en Soldotna (Alaska). Según la FAA y las fuerzas del orden locales, el avión "golpeó la pista y comenzó a arder" poco después del despegue, antes de las 11:20 a. m. AKDT (19:20 UTC), matando a las diez personas que viajaban a bordo. Volaba a una zona de pesca sin especificar.   La NTSB fue llamada para investigar la causa del accidente.
Además del piloto, Willy Rediske, el accidente mató a nueve personas de dos familias que visitaban Alaska procedentes de Greenville (Carolina del Sur). Las edades de las víctimas estaban entre 11 y 74 años.
Había una meteorología de nubosidad en el momento del accidente.

## Investigación
Hasta el momento no hay testigos del accidente. El avión accidentado no estaba equipado con una grabadora de datos de vuelo, pero fue equipado con un sistema GPS que marcó y grabó el vuelo, que será utilizado por la NTSB para la investigación.